# Philip Wilson Steer
Pour les articles homonymes, voir Wilson et Steer.
Philip Wilson Steer, né le 28 décembre 1860 à Birkenhead et mort le 18 mars 1942 à Londres, est un peintre anglais impressionniste.

## Biographie
Philip Wilson Steer étudie successivement au Gloucestershire College (en) (1878-1880), à la Kennington Drawing School (1880-1881), à l'Académie Julian à Paris (1882-1883) et aux Beaux-Arts de Paris (1883-1884).
Il enseigne à la Slade School of Fine Art de 1893 à 1930.
C'est un peintre impressionniste jusque vers 1900, il adopte un style typiquement anglais, à la John Constable ou à la William Turner, économe des couleurs, généreux de touche. Il en vient à pratiquer la technique néo-impressionniste. Principalement paysagiste, il est aussi aquarelliste de figures et de nus.
Il fait partie de l'école des peintres d'Étaples.
Il expose en 1883 à la Royal Academy de Londres, en 1884 au Salon des artistes français à Paris.

## Galerie

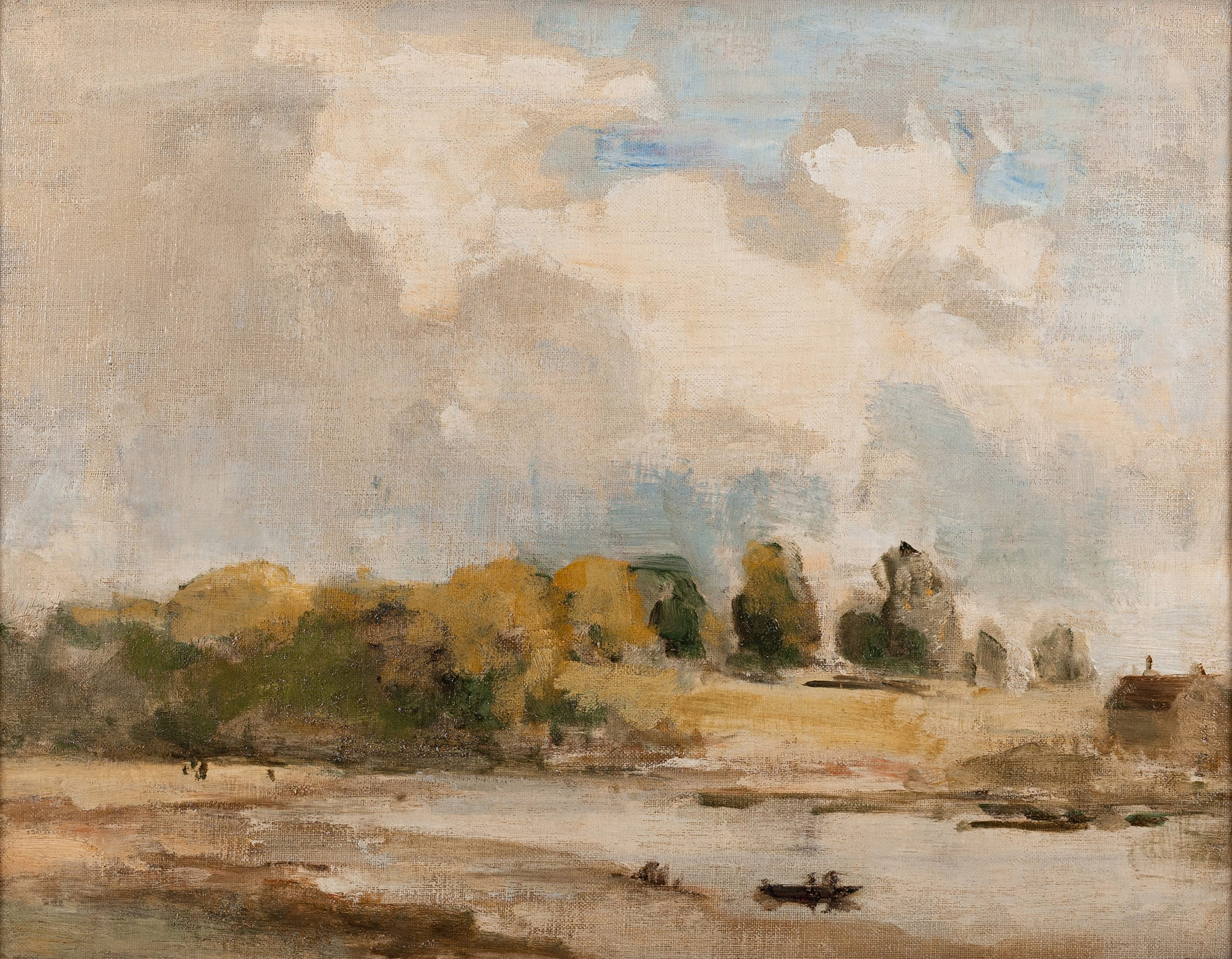
Low Tide, Shirehampton
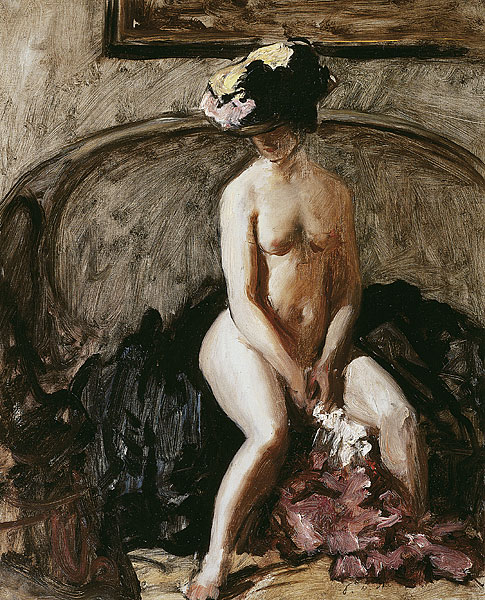
Steer seated nude
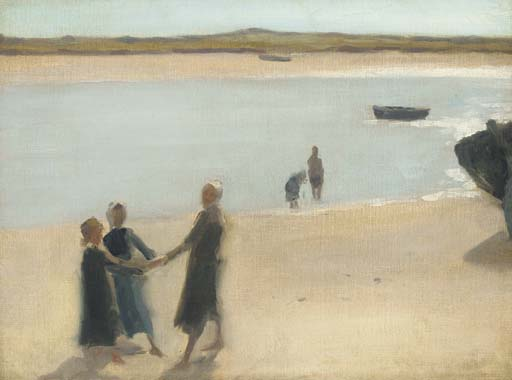
Fisher Children, Étaples
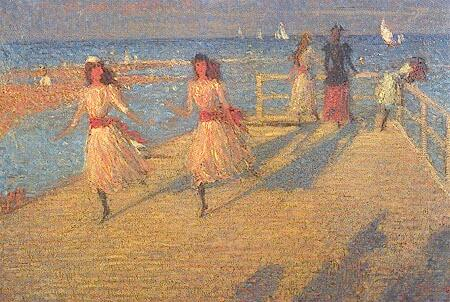
Girls running; Walberswick Pier